# Wissenssoziologie
Wissenssoziologie beschäftigt sich mit der Entstehung, Verbreitung, Verwendung und Bewahrung von Wissen und Erkenntnis innerhalb von Gruppen, Gemeinschaften und Gesellschaften. Grundlegend ist die Hypothese, dass Erkenntnis durch den sozialen Kontext hindurch geprägt und in ihm verankert ist. Wissen, und noch allgemeiner: Denken ist demnach sozial bedingt. Erkenntnis ist kein autonomer Prozess.
Die Wissenssoziologie ist ein Teilgebiet der Soziologie. Sie steht u. a. der Kultursoziologie nahe, die sich ebenfalls mit dem Zusammenhang von kulturellen und sozialen Phänomenen beschäftigt. Die maßgeblichen Theorien wurden Anfang des 20. Jahrhunderts von Max Scheler und Karl Mannheim entwickelt.

## Vorläufer
Die Wissenssoziologie kann auf mehrere Vorläufer zurückblicken. Diese sind weitgehend (vor Marx und Engels) protosoziologisch, d. h., sie fragen noch nicht selbst nach den sozialen Interessen, die hinter bestimmten Denkstrukturen, hinter einem „Denkstil“ (Karl Mannheim) stehen.
- Francis Bacon (1561–1626), der im Zentrum seiner Idolenlehre auf Hemmungen der Sinnes- und Verstandesfunktionen wie Götzenbilder, Vorurteile und Irrtümer hinweist, die die wahre Erkenntnis trüben.
- Giambattista Vico (1668–1744), der in seinem Buch Die neue Wissenschaft eine neue Geschichtsphilosophie beschreibt, in der der Mensch seine Geschichte selbst und in einem gesellschaftlichen Kontext konstruiert.
- Georg Wilhelm Friedrich Hegel (1770–1831), welcher die gesellschaftliche Konstruktion um die Dialektik von Bewusstsein und Wirklichkeit bereichert. Vereinfacht gesagt, können bei Hegel die Gedanken die Wirklichkeit verändern. Dadurch steigert sich seine Rechtsphilosophie in eine Utopie, in der die Geschichte eine Geschichte der Verwirklichung der reinen Rationalität oder des objektiven Geistes ist, der sich wiederum als Staat materialisiert. Die Wirklichkeit ist für ihn daher keine Faktizität.
- Wilhelm Dilthey (1833–1911) transformierte die herrschende kantische Erkenntnistheorie (vor allem gegenüber zeitgenössischen Positivisten) in die Anerkennung der Verschiedenheit der Erkenntnis der Wirklichkeit: die menschliche Welt verstehen wir, die Natur können wir mit Gesetzen erklären. Beiden Wirklichkeitsbereichen entsprechen verschiedene methodische Haltungen; beide repräsentieren verschiedene Wissenschaften: die Geistes- und die Naturwissenschaften. Entscheidend ist, dass Dilthey in der menschlichen, also der Kultursphäre von einer Relation von „Erleben, Ausdruck und Verstehen“ ausging und damit erkenntnistheoretisch ein perspektivisches Weltbild zuließ.
- Friedrich Nietzsche (1844–1900) ist ein Vorläufer der Wissenssoziologie, insofern er die Interessenbedingtheit von 'Wahrheit' entlarvt: Wissen ist Macht (Francis Bacon).
- Schließlich ist die historisch-materialistische, von ihnen als Wissenschaft bezeichnete, Lehre von Karl Marx und Friedrich Engels ein unmittelbarer Vorläufer der klassischen deutschen Wissenssoziologie, insofern sie von der ideologischen Scheinhaftigkeit des jeweils herrschenden Denkstils ausgeht und Hegels Programmspruch 'auf die Füße stellt': das Sein bestimmt das Bewußtsein (Die deutsche Ideologie, MEW 3).

## Entwicklung

### Klassische deutsche Wissenssoziologie
Das zentrale Anliegen der klassischen deutschen Wissenssoziologie (Karl Mannheim, Max Scheler, Theodor Geiger, Wilhelm Jerusalem) war in dieser Tradition, v. a. aber in der unmittelbaren Nachfolge von Wilhelm Diltheys Begründung der Geisteswissenschaften, die Aufklärung der Beziehungen zwischen sozialem Sein und Bewusstsein durch die Zuordnung von „kulturellen Objektivationen“ (ein Begriff Diltheys, der u. a. Weltanschauungen, Wertvorstellungen, Denkformen einbezieht) zu sozialen Strukturen. 
Bei Mannheim erlangte der Ideologiebegriff eine umfassendere Bedeutung. Im Gegensatz zu Marx, der den Ideologiebegriff mit dem „falschen Bewußtsein“ verknüpfte, soll jedes Denken, auch das „Wissen“, ideologisch sein, also gesellschaftlicher Bedingtheit unterliegen. Er hat dies detailliert für das konservative, das liberale und das sozialistische Denken gezeigt. Nur die „freischwebende Intelligenz“ steht laut Mannheim weitgehend außerhalb ideologischen Denkens und könne unabhängig und sensibel auf soziale Prozesse einwirken. 
Mit diesem Ideologiebegriff, der eine totale Abhängigkeit der Sichtweise von der sozialen Seinslage postuliert, stellte sich auch die Frage nach der Möglichkeit von Wissenschaft, hinter Ideologie überhaupt noch Wahres zu erkennen. Mannheim löste dieses Dilemma mit der Forderung, eine wertfreie Einstellung zusätzlich mit einer erkenntnistheoretischen Haltung zu verbinden.
Max Scheler hat in seiner Wissenssoziologie die Unterscheidung von Heils- oder Erlösungs- (1), Bildungs- (2) und Leistungswissen (3) getroffen. Jeder Wissensart entspricht eine bestimmte, zu untersuchende Interessenhaltung.
In der transformierten Fortführung der wissenssoziologischen Tradition, vor allem in der amerikanischen Soziologie, wurde die Fragestellung der klassischen Wissenssoziologie nach der sozialen Bedingtheit des wissenschaftlichen Wissens und der Ideologien erweitert, d. h., der wissenssoziologische Untersuchungsgegenstand wurde weiter gefasst. 

### Neuere Wissenssoziologie
Die „neuere Wissenssoziologie“ beschäftigt sich im Unterschied zur klassischen Wissenssoziologie Schelers und Mannheims mit allem, was in einer Gesellschaft als Wissen gilt, und vor allem mit der Erforschung der gesellschaftlichen Wissensbestände, die das Alltagswissen des „Jedermann“ ausmachen, und von dem aus „Die gesellschaftliche Konstruktion der Wirklichkeit“ verstanden werden kann (Peter L. Berger, Thomas Luckmann). Daneben besteht die Variante einer praxeologischen Wissenssoziologie (Bohnsack 2007, 2008), in deren Kontext die dokumentarische Methode entwickelt wurde, die besonders auf  die Rekonstruktion eines impliziten, atheoretischen und habituell verankerten Wissens (konjunktives Wissen im Sinne von Karl Mannheim) abzielt.   
Als Ort der Sinnstiftung wird in allen Varianten der Wissenssoziologie die Alltagswelt zum Gegenstand der soziologischen Analyse. Im Rückgriff auf den von Edmund Husserl eingeführten Begriff der Lebenswelt entwickelte Alfred Schütz ein später von Berger und Luckmann aufgegriffenes Konzept der alltäglichen Lebenswelt, in der die handelnden Subjekte ihren Erfahrungen Sinn zuschreiben und alltagstaugliche Interpretationen, Deutungsschemata, Handlungslogiken und Rechtfertigungsstrategien entwickeln, die in einen Alltagswissensbestand eingehen. Der alltägliche Sinnbereich durchzieht alle Teilbereiche und Systeme einer Gesellschaft und ist somit konstitutiv für die gesellschaftliche Realität und jedes gesellschaftlich relevante Wissen. Die Wissenssoziologie wird so zu einer Grundlagenwissenschaft der Soziologie.
Ungeachtet dieses Anspruches befassten sich wissenssoziologische Analysen in den letzten 20 Jahren, beeinflusst vom symbolischen Interaktionismus und der phänomenologischen Soziologie wie der Ethnomethodologie, überwiegend mit mikrosoziologischen Fragestellungen und der Rekonstruktion spezieller und individualisierter Sonderwissensbestände. Durch den Wandel der modernen zur postmodernen Wissens- und Mediengesellschaft erlangte die Fragestellung nach der Entstehung, der Relevanz und der gesellschaftlichen Legitimierung von Wissensbeständen eine neue Aktualität, die aber noch nicht zu einer deutlichen Neuformierung des wissenssoziologischen Paradigmas führte.
Gegenüber dieser engeren Begriffsfassung von „Wissenssoziologie“ im Sinne der hermeneutischen Wissenssoziologie (Soeffner; Hitzler & Reichertz & Schröer; Knoblauch) bzw. der Fortentwicklung der Mannheim'schen Wissenssoziologie in der dokumentarischen Methode kann man auch Michel Foucaults Diskursanalyse mit ihrem Grundsatz der untrennbaren Verbindung von 'Wissen' und 'Macht' als genuin wissenssoziologisch auffassen (im klassischen Sinn von Mannheim und Scheler).
Auch die Systemtheorie Niklas Luhmanns geht wissenssoziologisch vor, nämlich in der Relationierung von einer bestimmten „Gesellschaftsstruktur und ihrer Semantik“. Luhmann bezieht sich dabei explizit auf Mannheim. 
Die Prozesssoziologie von Norbert Elias ist ebenfalls eine Wissenssoziologie und zugleich eine Wissenschaftssoziologie, in denen die Generierung von Wissen sowie die Entwicklung von Wissenschaften als langfristige soziale Prozesse aufgefasst werden. Seine Wissenssoziologie basiert insofern auf seiner Theorie sozialer Prozesse und ist untrennbar mit seinen anderen theoretischen Konzepten  verbunden, wie etwa seiner Machttheorie oder seiner Symboltheorie. Elias stuft Mythen als eine frühe Form sozialen Wissens ein und geht auf den engen Zusammenhang von Wissen und Macht ein.
Weitere Teilgebiete der Wissenssoziologie sind zudem die Intellektuellensoziologie (Karl Mannheim, Theodor Geiger und später Pierre Bourdieu) sowie die neuere Wissenschaftssoziologie (Michel Foucault, Karin Knorr-Cetina, Bruno Latour).